# Eleuterio Felipe Tiscornia
Eleuterio Felipe Tiscornia  (* 1879 in Gualeguaychú; † 1945) war ein argentinischer Romanist und Hispanist.

## Leben und Werk
Tiscornia war Professor für Spanisch in Buenos Aires. Er publizierte eine bedeutende sprachgeschichtliche Arbeit über die Sprache des Martín Fierro von José Hernández. Zu den Schülern von Tiscornia zählte Jorge M. Furt.
Tiscornia war Mitglied der Academia Argentina de Letras (1937, 13. Sessel).

## Werke
- (Übersetzer): Gramática latina del professor Luis Valmaggi. Buenos Aires 1916.
- (Hrsg.): José Hernández: „Martín Fierro“ comentado y anotado. Band I: Texto, notas y vocabulario. Buenos Aires 1925.
- (Hrsg.): Gonzalo Argote de Molina: Discurso sobre la poesía castellana. Madrid 1926.
- (Hrsg.): José Hernández: La Lengua de „Martín Fierro“. Band 2. Buenos Aires 1930.
- Vida de Andrade. Buenos Aires 1943.
- Poetas gauchescos. Buenos Aires 1945. 3. Auflage 1974.